# Висбарас
Висбарас (лит. Visbaras) — небольшое озеро в восточной Литве, расположено в Молетском районе на территории регионального парка Асвяя.
Лежит на высоте 153,7 метров над уровнем моря. Озеро длинное и узкое, вытянуто с северо-запада на юго-восток «растянутой буквой Z». Длина озера 1,6 км, ширина до 0,18 км. Длина береговой линии составляет 3,5 км. Площадь водной поверхности — 0,171 км².
Берега озера Висбарас крутые и каменистые, заросшие деревьями. Дно глинистое. Окружено сельскохозяйственными территориями, на юге — лесом. Связано подземными протоками с озером Асвяя.
Недалеко от озера расположены деревни Лаботишкес и Лаумиконяй.